# Беркеїт
Беркеїт, бьоркеїт (рос. бёркеит; англ. burkeite; нім. Burkeit m) — мінерал, сульфаткарбонат натрію.
Інша назва — беркіт.

## Загальний опис

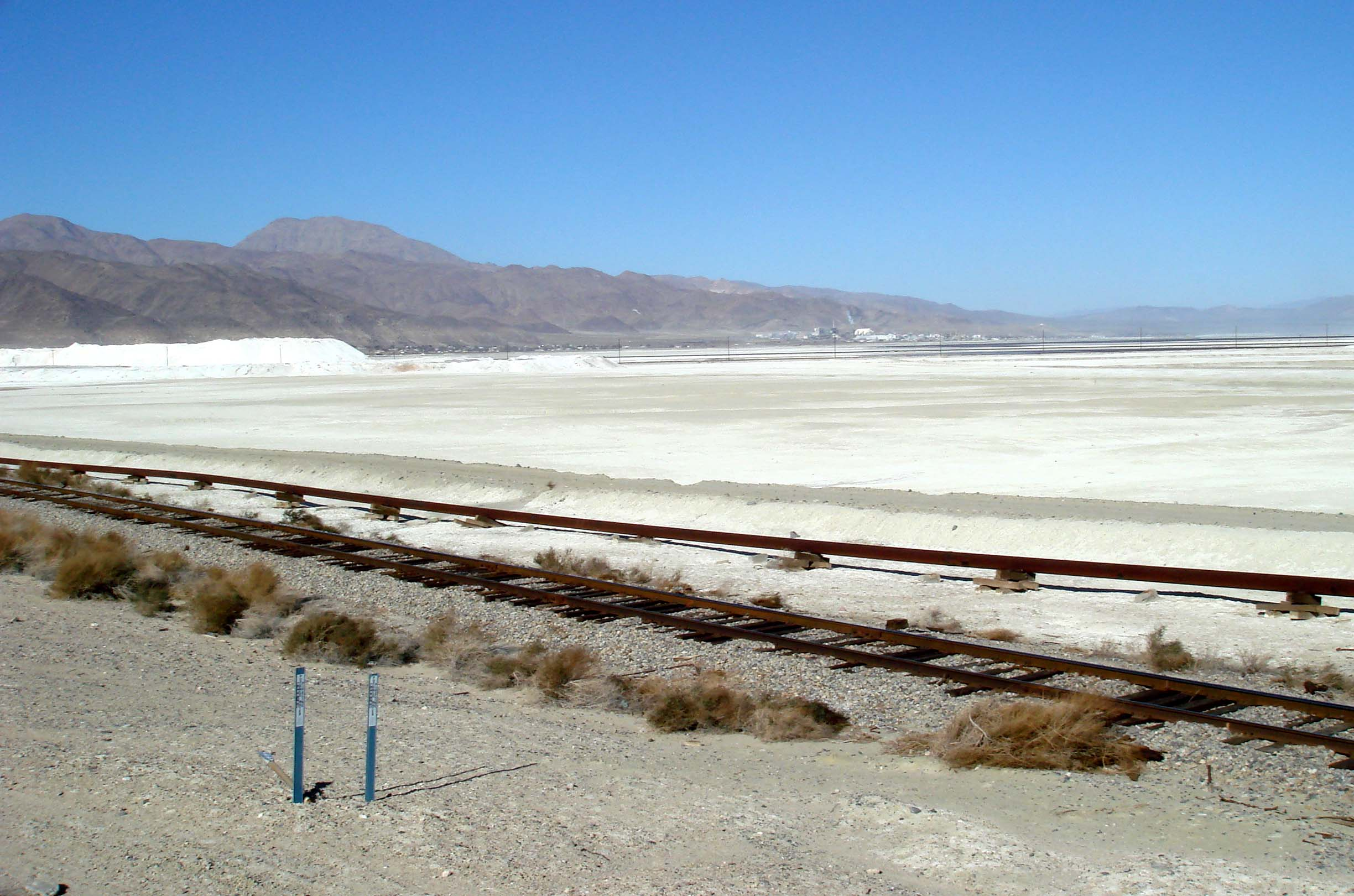
Озеро Сьорлз-Лейк, шт. Каліфорнія, США

Хімічна формула: Na6(SO4)2 CO3. Містить (%): Na2О — 47,67; СО2 — 11,28; SO3 — 41,05.
Сингонія ромбічна. Кристали призматичні.
Спайності немає.
Густина 2,57.
Твердість 3,75.
Колір білий до сіруватого. Прозорий. Крихкий.
Злом раковистий.
Блиск скляний. Рідкісний.
Виявлений у бурому борошні глин в районі о. Сьорлз-Лейк (шт. Каліфорнія, США) разом з кальцитом, галітом, гейлюситом, тихітом, троною, сульфогалітом і бурою.